# Poiana (Bucsony község)
Poiana falu Romániában, Erdélyben, Fehér megyében. Közigazgatásilag Bucsony községhez tartozik.

## Fekvése
Bucsum-Muntár közelében fekvő település.

## Története
Poiana korábban Bucsum-Muntár része volt, 1956 körül vált külön 81 lakossal.
1966-ban 92, 1977-ben 82, 1992-ben 35, 2002-ben 33 román lakosa volt.

## Források

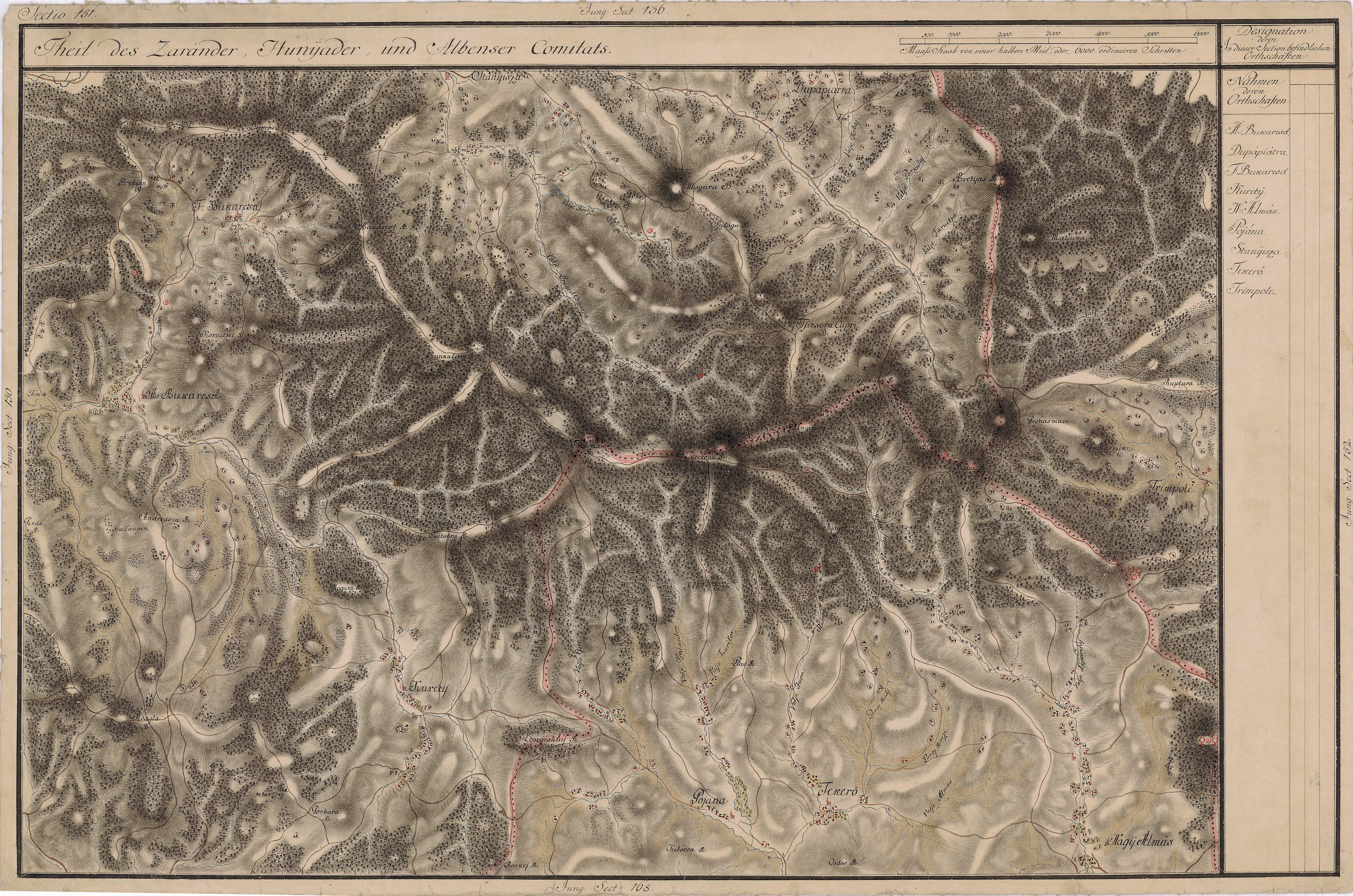
Poiana környéke egy régi térképen